# 이경순 (영화 녹음기사)
이경순(李敬淳, 1921년 5월 17일 ~ 2008년 5월 22일)은 대한민국의 영화인이다. 1950년대에서 1990년대까지 한국영화의 80% 이상을 녹음한 한양스튜디오 창립자이자 대한민국의 초대 영화 녹음기사이다. 처남은 가수이자 영화 녹음기사인 손인호이다.

## 생애
이경순은 1921년 평안북도 창성에서 태어났다. 1934년 창성보통학교를 졸업한 후 그는 큰형이 운영하는 춘일악기점이라는 자전거포 겸 악기점에서 축음기와 유성기판, 라디오 보급과 수리 등의 일을 도왔다. 이것이 계기가 되어 소리와 인연을 맺게 된 이경순은 1935년 서울의 빅터축음기주식회사 레코드부에서 각종 음향시설에 대한 지식을 쌓았다. 1937년에는 빅터축음기주식회사에서 본격적으로 현장연수 생활을 시작했으며, 경성전기학교(京城電氣學校) 야간부에 들어가 1941년에 졸업했다. 이 무렵 스카라극장의 전신인 서울 약초극장(若草劇場)에서 RCA토키장치의 출장서비스를 담당하게 되었고, 빅터축음기주식회사에서 알게 된 최칠복을 따라 사단법인 조선영화주식회사의 영화녹음 현장을 견학하기도 했다고 한다. 해방 후 경성전기회사(京城電氣會社) 통신계에서 직장 생활을 하던 중 최칠복의 소개로 주한미군 502부대 녹음실에서 근무하게 되었으며, 이필우, 이명우, 김학성 등과 뉴스영화 및 문화영화를 제작했다. 전쟁이 발발하자 주한미국공보원과 함께 진해로 내려가서 활동을 시작했는데, 1951년 당시 국방부가 제작하던 다큐멘터리 <정의의 진격>의 녹음을 위한 시설 대여 요청을 미공보원이 거절한 데 충격을 받아서 퇴직하게 된다. 이때 조백봉, 김형근, 김봉수 등 함께 나온 동료들과 함께 목욕탕을 개조해 영화협동제작소라는 녹음실을 개설했다. 1962년에 설립한 한양녹음실을 1969년 한양스튜디오로 개칭한 후 1990년대 후반까지 왕성하게 영화녹음을 담당했다.
2006년 4월 18일 이경순은 경기도 안성시 금광면 마둔리에 위치한 자신의 '박물관'에 소장, 전시돼오던 영화기자재 500여 점을 안성문화원에 기증하는 약정식을 가졌다.
이후 안성문화원은 자료를 좀 더 체계적으로 전시하고, 교육적인 가치와 활용도를 높일 목적으로 2008년 4월 동아방송예술대학과 이경순 영화관련 기자재 및 자료기증 약정을 체결하였으며, 동아방송예술대학은 종합촬영소 내에 기념관을 건립하기로 하고 2008년 11월 22일 DIMA종합촬영소 및 이경순 소리박물관 착공식을 갖고, 2009년 11월 11일에 이경순 소리박물관을 개관하였다. 현재 소리박물관에는 녹음기, 편집기, 영사기, 각종 대본, 영화관련 기자재, 상장, 트로피 등 이경순의 유품을 비롯 국내 영화의 역사를 한 눈에 볼 수 있는 의미있는 전시품 2,000여 점이 전시되어 있다.
2008년 5월 22일 지병인 폐암으로 별세했다. 슬하에 2남을 두었으며 장남인 아들 이영길도 이경순의 뒤를 이어 한양스튜디오를 운영한 대한민국의 영화녹음기사이다.

## 활동
1951년 [영화협동제작소]라는 녹음실을 개설 후 손전의 <내가 넘은 삼팔선>(1951), 신상옥의 <악야>(1952), 정창화의 <최후의 유혹>(1953) 등 젊은 감독들의 데뷔작 녹음을 담당했다. 이후 이규환의 <춘향전>(1955), 홍성기의 <열애>(1955), <춘향전>(1961), 신상옥의 <지옥화>(1958), 김기영의 <현해탄은 알고 있다>(1961) 등 중요한 작품들에 참여했으며, 1962년에 한양녹음실을 설립했다. 1969년에 한양스튜디오로 개칭한 자신의 녹음스튜디오를 통해 1990년대 후반까지 왕성하게 영화녹음을 담당했다.
한국영화에 대한 업적을 인정받아 서울시 문화상, 1984년 대한민국 보관문화훈장 등을 수여받았다.

## 작품

### 동시녹음
- 서울아줌마 (1967)
- 빙점 (1967) - 녹음
- 산불 (1967)
- 겨울나그네 (1963)

### 사운드(음향)
- 연인들 (1975) - 녹음
- 남사당 (영화) (1974)
- 이별 (영화) (1973)
- 무녀도 (1972) - 녹음
- 팔도졸업생 (1972)
- 분례기 (1971) - 녹음
- 수학여행 (1969) - 녹음
- 이별의 모정 (1969) - 녹음
- 손오공 (1969)
- 내실 (1969) - 녹음
- 상해 임시정부 (1969) - 녹음
- 눈 나리는 밤밤 (1969) - 녹음
- 서울야화 (1969) - 녹음
- 잘돼갑니다(경무대 비화 잘돼갑니다) (1968) - 녹음
- 폭풍의 사나이 (1968) - 녹음
- 나무들 비탈에 서다 (1968) - 녹음
- 악몽 (1968) - 녹음
- 카인의 후예 (영화) (1968) - 녹음
- 여(女) (1968) - 녹음
- 창공에 산다 (1968) - 녹음
- 남정임 여군에 가다 (1968) - 녹음
- 몽땅 드릴까요(토끼와 포수) (1968) - 녹음
- 화산댁 (1968) - 녹음
- 상사초 (1968) - 녹음
- 황혼의 부르스 (1968) - 녹음
- 막차로 온 손님들 (1967) - 녹음
- 서울아줌마 (1967) - 녹음
- 애수 (1967) - 녹음
- 일본천황과 폭탄의사 (1967) - 녹음
- 안개 (1967) - 녹음
- 젯트부인 (1967) - 녹음
- 하얀 까마귀 (1967) - 녹음
- 서울은 만원이다 (1967)
- 계모 (1967)
- 산불 (1967) - 녹음
- 문정왕후 (1967) - 녹음
- 하숙생 (1966) - 녹음
- 태양은 다시 뜬다 (1966) - 녹음
- 초연 (1966) - 녹음
- 남북천리 (1966) - 녹음
- 죽은 자와 산 자 (1966) - 녹음
- 비밀정보 팔십팔번지 (1966) - 녹음
- 예라이샹(夜來香) (1966) - 녹음
- 망향 (1966)
- 워커힐에서 만납시다 (1966) - 녹음
- 나운규 일생 (1966) - 녹음
- 제삼부두 영번지 (1966) - 녹음
- 살사리 몰랐지(007 폭소판 살사리 몰랐지?) (1966) - 녹음
- 초우 (1966) - 녹음
- 마포사는 황부자 (1965) - 녹음
- 사르빈강에 노을이 진다 (1965) - 녹음
- 산천도 울었다 (1965) - 녹음
- 대석굴암 (1965) - 녹음
- 첫사랑 (1965) - 녹음
- 성난 영웅들 (1965) - 녹음
- 날개부인 (1965) - 녹음
- 살인마 (1965) - 녹음
- 학사주점 (1964) - 녹음
- 쌔드무비 (1964) - 녹음
- 아내는 고백한다 (1964) - 녹음
- 십년세도 (1964)
- 지미는 슬프지 않다 (1963)
- 망부석 (1963) - 녹음
- 또순이(부제:행복의 탄생) (1963) - 녹음
- 복면대군 (1963) - 녹음
- 옹고집 (1963) - 녹음
- 만날 때와 헤어질 때 (1963) - 녹음
- 그 땅의 연인들 (1963) - 녹음
- 진시황제와 만리장성 (1962) - 녹음
- 골목안 풍경 (1962) - 녹음
- 인목대비 (1962) - 녹음
- 이십구세의 어머니 (1962)
- 월급쟁이 (1962) - 녹음
- 왕자 호동 (1962) - 녹음
- 현해탄은 알고 있다 (1961) - 녹음
- 격류 (1961) - 녹음
- 언니는 말괄량이 (1961) - 녹음
- 오발탄 (1961) - 녹음
- 춘향전 (1961) - 녹음
- 사랑의 역사 (1960) - 녹음
- 독립협회와 청년 리승만 (1959) - 녹음
- 그 여자의 죄가 아니다 (1959) - 녹음
- 지옥화 (1958)
- 돈 (1958) - 녹음
- 별아 내 가슴에 (1958) - 녹음
- 어느 여대생의 고백 (1958) - 녹음
- 진리의 밤(眞理의 밤) (1957) - 녹음
- 그 여자의 일생 (1957)
- 무영탑 (1957)
- 시집가는 날 (1956) - 녹음
- 자유부인 (1956) - 녹음
- 숙영낭자전 (1956) - 녹음
- 격퇴(우리는 이렇게 싸웠다) (1956) - 녹음
- 열애 (1955) - 녹음
- 피아골 (1955) - 녹음
- 젊은 그들 (1955) - 녹음
- 물레방아 (1955) - 녹음
- 춘향전 (1955) - 녹음
- 유혹의 거리 (1954) - 녹음
- 애원의 향토 (1954) - 녹음
- 빛나는 건설 (1954) - 녹음
- 애정산맥 (1953) - 녹음
- 최후의 유혹 (1953) - 녹음
- 청춘 (1953)
- 고향의 등불 (1953) - 녹음
- 공포의 밤 (1952) - 녹음
- 악야(惡夜) (1952) - 녹음
- 내가 넘은 삼팔선 (1951) - 녹음

## 학력
- 창성고등보통학교
- 경성전기학교

## 수상
- 1962년 대종상 녹음상(연산군)
- 1963년 청룡영화상 기술상(혈맥)
- 1963년 대종상 녹음상(지옥문)
- 1964년 대종상 녹음상(돌아오지 않는 해병)
- 1965년 대종상 녹음상(청일전쟁과 여걸민비)
- 1969년 청룡영화상 녹음상(카인의 후예)
- 1971년 대종상 녹음상(분례기)
- 1974년 대종상 녹음상(토지)
- 1976년 대종상 녹음상(우리에게 내일은 있다)
- 1983년 대종상 특별상공로부문
- 1997년 백상예술대상 영화부문 특별상
- 1998년 한국영화평론가협회상 특별상(녹음)
- 1999년 부산국제영화제 운파상(민들레)
- 2002년 대종상 영화발전공로상
- 2004년 부산영화평론가협회상 이필우기념상

### 기타 수상[16]
- 제1회 금룡상 녹음부문상 (춘향전)
- 1959년 사단법인 한국영화제작가협회 공로표창상
- 1959년 한국영화녹음상
- 1962년 영화세계녹음상
- 미국무성 I.F.P.A. 녹음상
- 1967년 사단법인 한국영화제작가협회 공로표창상
- 1968년 영화연예사 녹음상
- 한국영화 50주년 영화의 날 공로표창상
- 청룡상(7)녹음상
- 1970년 영화연예사 녹음상

## 가족관계
- 배우자 손길순
- 장남 이영길(전 한양스튜디오 대표)
- 차남 이영용